# Campionati mondiali di ginnastica artistica 2009 - Trave
La finale di specialità alla trave ai Campionati Mondiali si è svolta alla North Greenwich Arena di Londra, Inghilterra il 18 ottobre 2009. Deng Linlin diventa campionessa mondiale, battendo l'australiana e seconda classificata Lauren Mitchell.

## Podio
| Oro              | Argento                   | Bronzo                 |
| Deng Linlin Cina | Lauren Mitchell Australia | Ivana Hong Stati Uniti |

## Partecipanti
|             | Nome         | Nazionalità    | Data di Nascita | Età     |
| ----------- | ------------ | -------------- | --------------- | ------- |
| Più giovane | Ana Porgras  | Romania        | 18/12/93        | 15 anni |
| Più vecchia | Kim Un Hyang | Corea del Nord | 18/10/90        | 19 anni |

## Classifica
| Rank    | Gymnast             | D Score | E Score | Pen. | Total  |
| ------- | ------------------- | ------- | ------- | ---- | ------ |
| Oro     | Deng Linlin         | 6.400   | 8.600   | —    | 15.000 |
| Argento | Lauren Mitchell     | 6.300   | 8.575   | —    | 14.875 |
| Bronzo  | Ivana Hong          | 6.000   | 8.550   | —    | 14.550 |
| 4       | Kim Un Hyang        | 6.000   | 8.450   | —    | 14.450 |
| 5       | Elisabetta Preziosa | 5.800   | 8.400   | —    | 14.200 |
| 6       | Koko Tsurumi        | 5.700   | 8.500   | 0.1  | 14.100 |
| 7       | Ana Porgras         | 6.400   | 7.025   | —    | 13.425 |
| 8       | Yang Yilin          | 5.600   | 7.525   | —    | 13.125 |